# Chanoz-Châtenay
Chanoz-Châtenay (pronunciado /ʃa.no.ʃa.tə.nɛ/) es una comuna francesa situada en el departamento de Ain, en la región de Auvernia-Ródano-Alpes.

## Demografía
| 511 | 475 | 451 | 453 | 476 | 492 | 921 |
| Para los censos de 1962 a 1999 la población legal corresponde a la población sin duplicidades (Fuente: INSEE [Consultar]) |     |     |     |     |     |     |